# Rings of Saturn
A Rings of Saturn amerikai technikás death metal/deathcore együttes.

## Története
A zenekart 2009-ben alapította Kaliforniában Lucas Mann gitáros, billentyűs és basszusgitáros, Peter Pawlak énekes és Brent Silletto dobos.  Eredetileg trióként működtek, és csak stúdió zenekar voltak, első nagylemezük után váltak csak "rendes" együttessé. Első albumukat megalakulásuk után egy évvel, 2010-ben adták ki, eleinte saját kezűleg, négy hónappal később leszerződtek a Unique Leader Records kiadóhoz és 2011. március 1.-jén ők újra kiadták a lemezt. Ez volt az egyetlen olyan album, amelyen Peter Pawlak énekelt. Ezután Joel Omans csatlakozott a zenekarhoz második gitárosnak. Silletto és Pawlak 2011 decemberében elhagyták az együttest. A zenekar új tagokat szerzett, Ian Bearer énekes, Sean Martinez basszusgitáros és Ian Baker dobos személyében. Ez a felállás rögzítette a Rings of Saturn második albumát, amely 2013-ban került a boltok polcaira. Eredetileg 2012 novemberében jelent volna meg, de jogi problémák miatt 2013 februárjára tolódott át. Ian Baker és Sean Martinez szintén kiléptek a zenekarból a második album után.
Ezután stúdióba vonultak, hogy dolgozzanak a harmadik lemezükön. Új dobosnak Aaron Kitcher-t választották az Infant Annihilatorból. Aaron Stechauner dobos az album elkészülte után teljes jogú tag lett. A lemez 2014-ben került piacra. Ugyanezen év decemberében Joel Omans bejelentette, hogy kilép az együttesből. 2014. december 26-án bejelentették, hogy Miles Demetri Baker lesz a Rings of Saturn új másod-gitárosa.
2016 májusában leszerződtek a Nuclear Blast kiadóhoz.  Negyedik albumuk 2017-ben került piacra. 2018-ban Joel Omans visszatért a zenekarba.
Az együttes és a rajongók a stílusukat "aliencore" névvel illetik, a szövegeik általában az űrről, a földönkívüliekről és az emberek földönkívüliek általi elrablásáról szólnak. A lemezborítóik is ezt tükrözik.

## Tagok
- Lucas Mann - gitár (2009-), billentyűk, programozás, szintetizátor (2009-2010, 2011-), basszusgitár (2009, 2010, 2013, 2018)
- Ian Bearer - ének (2012-)
- Joel Omans - gitár (2010-2014, 2018-)
- Yo Onityan - gitár (2018-)
- Mike Caputo - dob (2018-)

## Korábbi tagok
- Ben Gower - basszusgitár (2009)
- Peter Pawlak - ének (2009-2011)
- Brent Silletto - dob (2009-2011)
- Chris Wells - billentyűk, szintetizátor, programozás (2010-2011)
- Mus Albert - basszusgitár (2011)
- Brent Glover - basszusgitár (2011)
- Jeff Hughel - basszusgitár (2011)
- John Galloway - ének (2011-2012)
- Jack Aldrich - basszusgitár (2011-2012)
- Ron Casey - dob (2011-2012)
- Sean Martinez - basszusgitár (2012-2013)
- Ian Baker - dob (2012-2013)
- Jesse Beahler - dob (2013)
- Miles Demetri Baker - gitár (2014-2018)[5]
- Aaron Stechauner - dob (2014-2018)[5]
- Aaron Kitcher - dob (2014-2018)

## Diszkográfia
- Embryonic Anomaly (2010)
- Dingir (2013)
- Lugal Ki En (2014)
- Ultu Ulla (2017)
- Gidim (2019)